# Елвира Линдо
Елвира Линдо (рођена 23. јануара 1962. у Кадизу, Шпанија) је шпанска новинарка и списатељица.
Са 12 година Линдо се преселила у Мадрид, где је студирала новинарство на Универзитету Комплутенсе у Мадриду. Није стекла диплому, јер је 1981. године почела да ради на телевизији и радију као спикер, глумица, сценариста и творац стрип прича. Тако је створен лик Манолита Гафотаса. Овај дечак из радничке четврти у Мадриду свакодневно се појављивао на радију, а ауторка је читала приче. 1990. почела је да ради на ТВ-у, али се повукла 1993. да би се фокусирала на писање. Ово је био почетак књига о Манолиту Гафотасу, које су јој донеле националну награду за књижевност за децу и омладину и које су постигле велики комерцијални успех.
Њен први роман је заснован на једном од њених измишљених карактера, дечака из Мадрида, под називом  Манолито Гафотас, постао је класик шпанске дечје књижевности. Манолито је син аутопревозника и живи скромно у радничкој четврти Карабанчела. Лик је био главни јунак неколико романа написаних у првом лицу, стилом који укључује хумор, иронију и оштру друштвену критику.
Линдо је такође писала романе и драме за одрасле; сценариста је филма La primera noche de mi vida (Прва ноћ мог живота) и сарађивала је са редитељем Мигелом Албаладехом на сценаријима Манолита Гафотаса и Ataque verbal (Вербални напад). Такође је адаптирала сценарио Plenilunio из романа њеног супруга Антонија Муњоз Молине.
Откако је њен супруг Антонио Муњоз Молина именован за директора Института Сервантес у Њујорку, Линдо живи у Њујорку. Често пише за новине на шпанском језику El País, пишући уводнике, као и прилоге за друге часописе и новине.
Линдо је 1998. године награђена наградом Premio Nacional de Literatura Infantil y Juvenil (Национална награда за књижевност за децу и младе) за своју књигу Los trapos sucios de Manolito Gafotas, а добила је и награду Premio Biblioteca Breve за свој роман за одрасле Una palabra tuya.  Њена следећа књига, Lo que me queda por vivir  објављена је 3. септембра 2010.

### Књиге за децу
- Manolito Gafotas (Madrid: Alfaguara, 1994)
- Pobre Manolito (Madrid: Alfaguara, 1995)
- Olivia y la carta a los Reyes Magos (Madrid: SM, 1996)
- ¡Cómo molo! (Madrid: Alfaguara, 1996)
- La abuela de Olivia se ha perdido (Madrid: SM, 1997)
- Los trapos sucios (Madrid: Alfaguara, 1997)
- Olivia no quiere bañarse (Madrid: SM, 1997)
- Olivia no quiere ir al colegio (Madrid: SM, 1997)
- Olivia no sabe perder (Madrid: SM, 1997)
- Olivia tiene cosas que hacer (Madrid: SM, 1997)
- Olivia y el fantasma (Madrid: SM, 1997)
- Manolito on the Road (Madrid: Alfaguara, 1998)
- Yo y el imbécil (Madrid: Alfaguara, 1999)
- Amigos del alma (Madrid: Alfaguara, 2002)
- Bolinga (Madrid, Alfaguara, 2002)
- Manolito tiene un secreto (Madrid: Alfaguara, 2002)
- Mejor Manolo (Barcelona: Seix Barral, 2012)

### Романи
- El otro barrio (Barcelona: Seix Barral, 1998)
- Algo más inesperado que la muerte (Madrid: Alfaguara, 2002)
- Una palabra tuya (Barcelona: Seix Barral, 2005)
- Lo que me queda por vivir (Barcelona: Seix Barral, 2010)

### Колекције есеја
- Tinto de verano (Madarid: Aguilar, 2001)
- El mundo es un pañuelo [Tinto de verano 2] (Madrid: Punto de Lectura, 2002)
- Otro verano contigo [Tinto de verano 3] (Madrid: Punto de Lectura, 2003)
- Don de gentes (Madrid: Alfaguara, 2011)[4]